# 43e division de réserve (Empire allemand)
Pour les articles homonymes, voir 43e division.
La 43e division de réserve est une unité de l'armée allemande qui participe à la Première Guerre mondiale.

## Première Guerre mondiale

### Composition

#### Composition à la mobilisation - 1916
- 85e brigade d'infanterie de réserve

201e régiment d'infanterie de réserve
202e régiment d'infanterie de réserve
- 86e brigade d'infanterie de réserve

203e régiment d'infanterie de réserve
204e régiment d'infanterie de réserve
- 15e bataillon de jäger de réserve
- 43e régiment de cavalerie de réserve
- 43e régiment d'artillerie de campagne de réserve
- 43e compagnie de réserve de pionniers

#### 1917 - 1918
- 85e brigade d'infanterie de réserve

201e régiment d'infanterie de réserve
202e régiment d'infanterie de réserve
203e régiment d'infanterie de réserve
- Cavalerie

43e régiment de cavalerie de réserve
2 escadrons du 17e régiment de hussards
- 43e régiment d'artillerie de campagne de réserve
- 343e bataillon de pionniers

### Historique
Créée en octobre 1914, la 43e division de réserve forme avec la 44e division de réserve le 22e corps de réserve du général Eugen von Falkenhayn (de).

#### 1914
- 18 octobre - 30 novembre : bataille de l’Yser
  - 20 octobre - 30 novembre : combats autour de Dixmude
  - 10 novembre : attaque de Dixmude
- À partir du 1er décembre : combats de position sur le front de l'Yser

#### 1915
- Jusqu'au 21 avril : combats de position sur le front de l'Yser
- 25 avril - 25 mai : combats autour d'Ypres
- Du 1er au 10 juin : transport vers le front de l'Est
- 12 - 15 juin : combats de rupture à Lubaczów
- 17 - 22 juin : bataille de Lemberg (Lviv)
- 22 juin - 16 juillet : combats de poursuite à la limite de la Galicie austro-hongroise et de la Pologne russe
- 16 - 18 juillet : combats de rupture à Krasnystaw
- 19 - 28 juillet : suite de l'offensive de Krasnystaw
- 31 juillet - 19 août : combats de poursuite du Wieprz jusqu'au Boug
- 18 - 24 août : siège de Brest-Litovsk
- 19 août - 4 septembre : combats de poursuite du Boug à la Iasselda
- 4 septembre - 6 octobre : transfert à la frontière nord de la Serbie
- 6 octobre - 22 novembre : campagne de Serbie
  - 7 octobre : passage de la Save et attaque du mont Banovo
  - 9 octobre : prise de Belgrade
- À partir du 23 novembre : en réserve en Syrmie

#### 1916
- Jusqu'au 6 février : en réserve en Syrmie
- 1er - 6 février : transport vers le front de l'Ouest
- 6 février - 23 mars : en réserve de l'État-major général auprès de la 6e armée
- 25 mars - 15 juin : bataille de Verdun
  - 3 - 7 mai : combats à la cote 304
  - 20 - 24 mai : combats au Mort-Homme
- 14 - 22 juin : transfert sur le front de l'Est pour faire face à l'offensive Broussilov
- 22 juin - 15 juillet : combats sur le Styr
- 16 - 27 juillet : combats entre le haut Styr et le Stokhid
- 28 juillet - 4 novembre : bataille de Kovel
- 5 - 9 novembre : combats de position entre le haut Styr et le Stokhid
- 9 - 16 novembre : transport vers le front de l'Ouest
- 16 novembre - 16 décembre : en réserve de l'État-major général
- À partir du 16 décembre : combats de position devant Verdun

#### 1917
- Jusqu'au 15 février : combats de position devant Verdun
- 15 février - 5 avril : combats de position sur l'Aisne
- 6 - 23 avril : bataille du Chemin des Dames
- 23 avril - 3 juin : combats de position en Argonne
- 4 juin - 1er juillet : combats de position devant Reims
- 3 juillet - 23 octobre : combats de position au Chemin des Dames
- 24 - 31 octobre : combats de repli sur et au sud de l'Ailette
- 1er - 7 novembre : transport vers le front de l'Est
- 8 novembre - 14 décembre : combats de position sur la haute Chtchara, le Serwetch et le Niemen
- 15 - 17 décembre : front inactif
- À partir du 17 décembre : armistice russo-allemand

#### 1918
- Jusqu'au 1er février : armistice
- 1er - 6 février : transport vers l'Ouest
- 7 février - 15 mars : entraînement au camp militaire d'Altengrabow
- 1er avril - 15 juin :  combats de position en Flandre et Artois
- 9 - 18 avril : bataille d'Armentières
- 15 juin - 7 août : combats sur l'Ancre, la Somme et l'Avre
- 8 - 20 août : bataille défensive entre la Somme et l'Avre
  - 8 - 9 août : bataille de tanks entre l'Ancre et l'Avre
  - 10 - 12 août : bataille sur la voie romaine
- 12 septembre : à la suite de lourdes pertes, dissolution de la division

## Chefs de corps
| Grade           | Nom                      | Date                             |
| --------------- | ------------------------ | -------------------------------- |
| Generalleutnant | Otto von Hoffmann        | 31 août - 24 octobre 1914        |
| Generalleutnant | Karl Stenger             | 25 octobre 1914 - 6 février 1915 |
| Generalmajor    | Hermann Otto von Runckel | 7 février 1915 - 18 août 1917    |
| Generalmajor    | Wilhelm Theodor Knoch    | 19 août 1917 - 25 août 1918      |
| Generalleutnant | Rudolf von der Osten     | 26 août - 10 septembre 1918      |